# Zona neutral saudí-iraquí

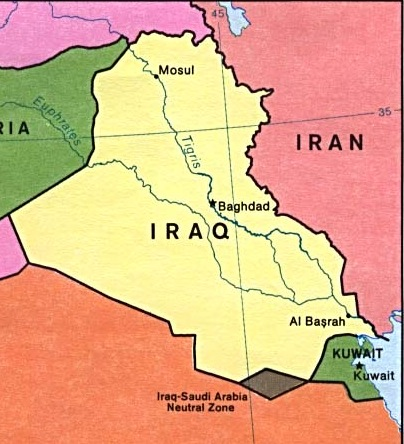
Zona neutral.

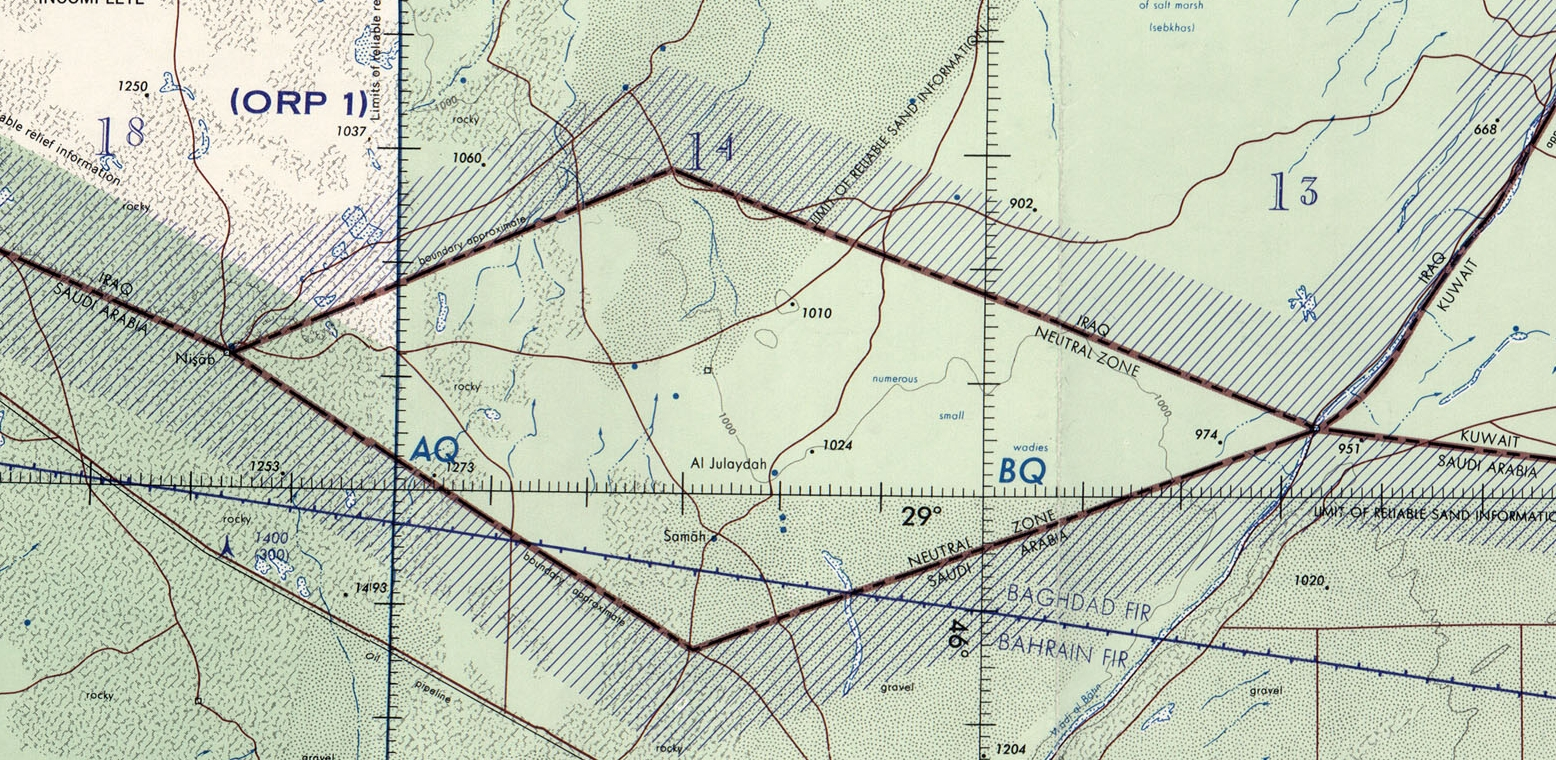
Mapa detallado.

La zona neutral saudí-iraquí era un área de 7044 km², en la frontera entre Arabia Saudita e Irak en donde los límites entre los dos países no se habían resuelto. El Tratado de Muhammara (Jorramchar) del 5 de mayo de 1922, fue una respuesta al conflicto territorial que existía entre el Reino Unido, que ejercía un mandato sobre Irak, y el Reino de Néyed, que más tarde se convirtió en Arabia Saudita (al fusionarse con el Reino de Heyaz). Sin embargo este tratado no fue ratificado por el sultán Ibn Saúd alegando que sus enviados habían sobrepasado sus competencias. Sería con el Protocolo de Uqair, impuesto por el británico Percy Cox, del 2 de diciembre de 1922, cuando se defina la mayor parte de las fronteras entre ambos países (y entre Arabia Saudí y Kuwait) y creó la zona neutral.
La delimitación de la zona sobre el terreno concluyó en 1975 y en 1981 Irak y Arabia Saudita establecieron un acuerdo entre ambos sobre la frontera que suprimía la zona neutral. Pero por razones desconocidas el acuerdo no fue comunicado a la ONU y no fue conocido por la comunidad internacional por lo que los mapas no pudieron fijar la nueva frontera con precisión. Poco antes de la primera guerra del Golfo en 1991, Irak canceló sus acuerdos internacionales con Arabia que había firmado desde 1968. Arabia Saudita registró todos sus acuerdos con Irak en la ONU en junio de 1991, lo que puso fin jurídico a la existencia de la zona.